# Рота поліції «Донецьк-1»
Рота «Донецьк» — добровольчий підрозділ патрульної служби поліції особливого призначення, рішення про створення якого у структурі ГУ МВС України в Донецькій області було прийнято у квітні 2014 року. Запланований на початку як батальйон, розвиток кризових подій на Донбасі встав на заваді цим планам, і було сформовано роту.

## Рота «Донецьк»

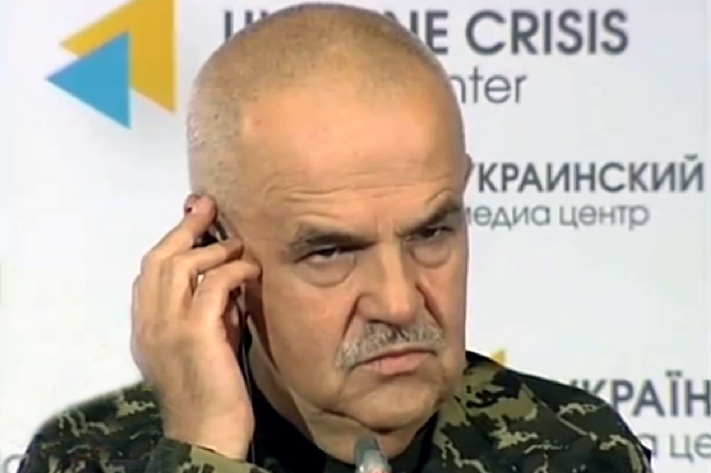
Командир роти «Донецьк» Володимир Шилов

Врешті, замість батальйону — із добровольців з Донеччини була сформована 5-та рота «Донецьк», у складі полку поліції «Дніпро-1», підпорядкованого ГУ МВС України в Дніпропетровській області. Командир роти — підполковник поліції Володимир Шилов.
Особовий склад роти «Донецьк» залучався до звільнення Маріуполя та західних районів Донеччини. У грудні 2014 року прес-служба ГУМВС України в Донецькій області повідомила про намір відновити процес створення батальйону «Донецьк».